# Mewslade Bay
Mewslade Bay är en vik i Storbritannien.   Den ligger i kommunen Swansea och riksdelen Wales, i den södra delen av landet, 290 km väster om huvudstaden London.